# Jean Maxime Puchois
(Jean) Maxime Puchois, né le 30 novembre 1905 à Bergerac et mort le 22 décembre 1950 à Casablanca, est un militaire français, officier des Forces françaises libres.

## Biographie

### Un Pupille de la Nation devenu officier d'infanterie
Maxime Puchois est né le 30 novembre 1905 à Bergerac, en Dordogne, fils d'Alexandre Joseph Puchois (1865 + 1915), saint-cyrien (1884-1886), chef de bataillon au 120e régiment d'infanterie, chevalier de la Légion d'Honneur (12 juillet 1906), mort pour la France le 28 février 1915 à 49 ans, à Minaucourt-le-Mesnil-lès-Hurlus (Marne), cité à l'ordre de l'Armée, originaire de Teneur, dans le Pas-de-Calais, et de Louise Moulinier, originaire de Bergerac, épousée en 1903. Le commandant Puchois avait auparavant servi en Algérie, comme capitaine au 1er régiment de zouaves. Il a été tué lors de l'offensive de Champagne, montant à l'assaut à la tête de son bataillon.
Le jeune Maxime Puchois est déclaré Pupille de la Nation. Il entre dans l'Armée vers 1925.
En avril 1938 il est capitaine au 146e régiment d'infanterie, commandant la 2e compagnie d'équipages du 2e bataillon, stationnée à Zimming. Le 146e est un régiment de forteresse de la Ligne Maginot. 
Peu après la déclaration de guerre de septembre 1939, Puchois obtient de rejoindre une unité offensive.

### Une figure majeure des combats de la13eDBLE, de Narvik à Bir Hakeim (1940-1942)
Capitaine à la Légion étrangère, commandant de compagnie au 2e bataillon de la 13e demi-brigade de Légion étrangère (13e DBLE), blessé lors de la campagne de Norvège, à Narvik, fin mai 1940.
Engagé dans les Forces françaises libres en juillet 1940 à Londres, toujours comme capitaine à la 13e DBLE.
Chevalier de la Légion d'Honneur (arrêté ministériel du 6 décembre 1940, signé à Vichy, pour prendre rang du 29 juin 1940).
Campagne d'Afrique équatoriale française (AEF), participe à la prise de Libreville (novembre 1940), à l'issue de laquelle il est nommé chef de bataillon (a priori à titre temporaire).
Début janvier 1941, Puchois et le capitaine Gabriel Brunet de Sairigné quittent l'AEF en avion, via Lagos et Khartoum, pour participer à la campagne d'Érythrée. 
Cependant Puchois est victime d'un grave accident d'auto à Khartoum. En mars 1941 il est décoré de la Military Cross.
Le commandant Puchois participe ensuite à la campagne du Levant, comme chef d'état-major de la 13e DBLE (mai 1941).
A l'issue de cette campagne il est décoré par le général Catroux à Beyrouth, le même jour que le commandant Dimitri Amilakvari et, confirmé chef de bataillon, reçoit le commandement du 3e bataillon de la 13e DBLE (septembre 1941).
Condamné à mort par contumace par le régime de Vichy pour "désertion en temps de guerre et trahison", le 3 décembre 1941, à la suite de la campagne de Syrie (alors qu'il avait été fait chevalier de la Légion d'Honneur pour son action en Norvège un an plus tôt). 
Campagne de Libye, commandant le 3e bataillon de Légion étrangère, avec sous ses ordres, notamment, les capitaines Jacques Beaudenom de Lamaze, Pierre Messmer et Jean Simon.
Puchois se distingue tout au long de la bataille de Bir Hakeim (27 mai au 11 juin 1942), à l'issue de laquelle il est fait prisonnier en couvrant la sortie de vive force de la 1re brigade française libre, dans la nuit du 10 au 11 juin. "Le commandant Puchois a convoqué les commandants de compagnie au P.C. du 3e bataillon. Nous n’avons guère eu l’occasion de nous rencontrer depuis le 27 mai (...). Le commandant ajuste son monocle et nous communique avec un calme imperturbable les ordres du général Kœnig : la mission de la brigade a été bien remplie, il a décidé que nous quitterions la position dans la nuit. (...) Cette sortie sera vraiment le combat de la dernière chance (;..)." 

### Un prisonnier de guerre que ses tentatives d'évasion conduisent à la sinistre forteresse de Colditz (1942-1945)
À la suite de plusieurs tentatives d'évasion, le commandant Puchois sera détenu dans une forteresse saxonne, le redouté château de Colditz, jusqu'au 16 avril 1945, libéré alors par l'armée américaine. Plusieurs de ses camarades de détention à Colditz sont d'autres vétérans du Levant et de Libye, en particulier Georges Bergé, Compagnon de la Libération, et le britannique David Sterling, fondateur du Special Air Service (SAS). Promu lieutenant-colonel, puis colonel d'infanterie, Maxime Puchois quitte le service actif dès 1948.

### Un héros de la France Libre mort accidentellement au Maroc à 45 ans
Le colonel de réserve Puchois est fait officier de la Légion d'Honneur, par décret du 6 février 1950, et cette décoration lui est remise le 27 avril à Paris par le général Raoul Magrin-Vernerey dit Monclar, son ancien chef à la 13e DBLE. 
Maxime Puchois meurt le 22 décembre 1950, à 45 ans, à l'hôpital Jules Colombani, à Casablanca, des suites d'un accident de la circulation survenu entre Fès et Marrakech.